# سوني سينغ (مؤلفة)
سوني سينغ (بالإنجليزية: Sunny Singh)‏ هي مؤلفة هندية، ولدت في 20 مايو 1969 في فاراناسي في الهند.